# Presse et édition dans l'affaire Dreyfus

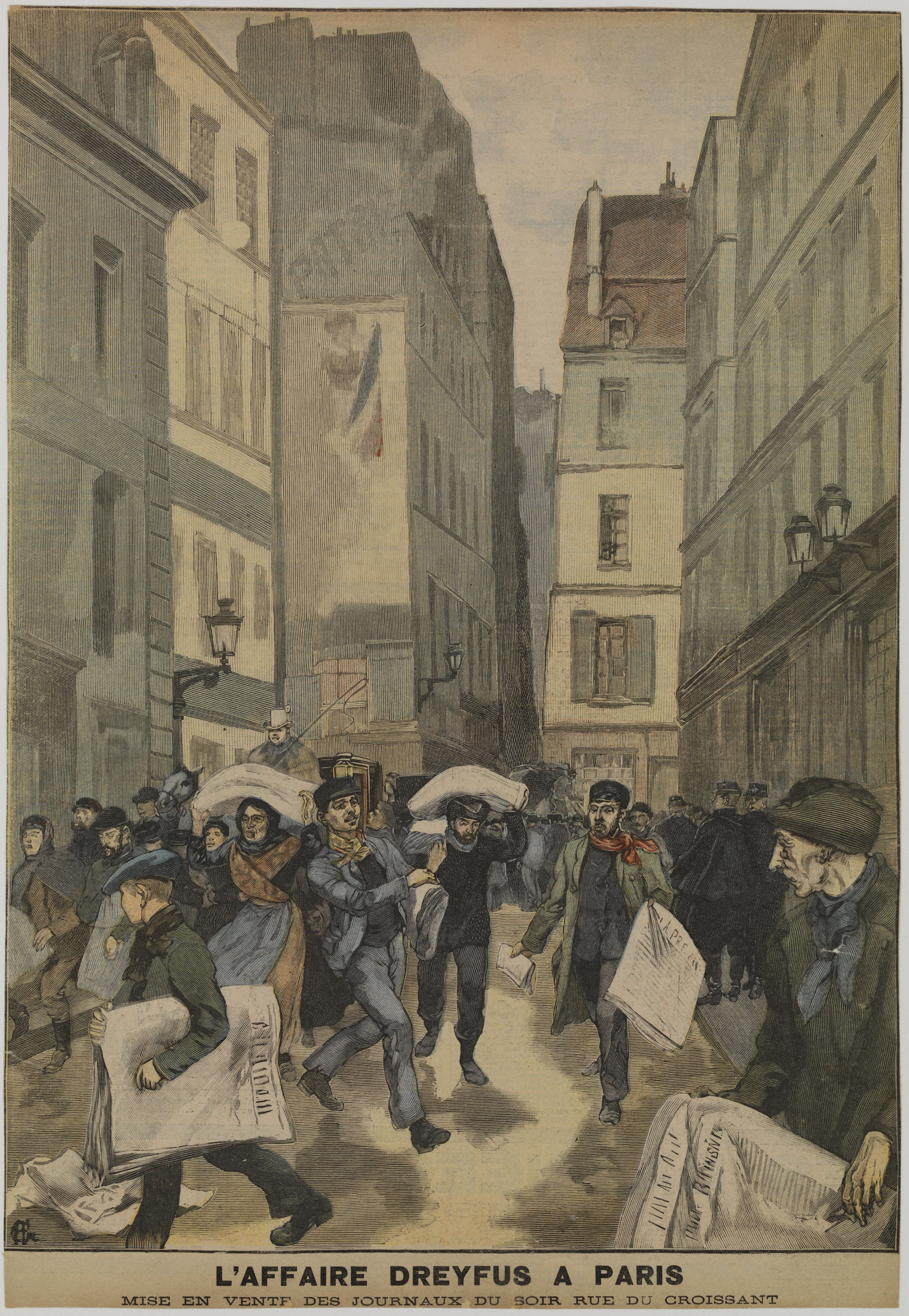
« L'affaire Dreyfus à Paris. Mise en vente des journaux du soir rue du Croissant ».

Le rôle central joué par la presse et l'édition dans l'affaire Dreyfus est illustré par le symbole de l'engagement journalistique qu'est J'accuse d'Émile Zola. L'affaire Dreyfus est en effet le premier événement surmédiatisé en France. Des milliers de publications ont littéralement « fait » l'opinion. Cette presse libre et pléthorique se développe, grâce aux acquis de la République au travers, notamment, de la loi de 1881 sur la presse. Elle profite aussi des progrès technologiques de la seconde moitié du XIXe siècle. Elle pèse très directement sur le déroulement de l'affaire Dreyfus au travers de campagnes parfois violentes et d'articles souvent sensationnels.

## Contexte

### La loi sur la liberté de la presse de 1881
L'article 11 de la Déclaration des droits de l'homme et du citoyen de 1789 affirmait :

« tout citoyen peut parler, écrire, imprimer librement. »

Mais hormis la période 1789 à 1792, la presse n'a jamais été libre en France. Aussi, l'un des engagements les plus importants de la IIIe République réside dans la liberté de la presse, en rupture avec les empires et les restaurations monarchiques.
Elle fait voter la loi sur la liberté de la presse le 29 juillet 1881, dont l'article Ier affirme : 

« l'imprimerie et la librairie sont libres. »

Contre l'obligation de désigner un directeur de la publication et celle de déposer des exemplaires à l'office du dépôt légal, quiconque peut créer un titre ou publier un livre sans accord préalable de l'État ou de ses services.
Hormis la diffamation publique, assez sévèrement réprimée aux assises, l'expression d'une idée politique ou sociale, quelle qu'elle soit, ne peut être poursuivie par la loi. Il faut retenir que le racisme et l'antisémitisme ne sont pas punis par la loi à cette époque. Ce sont les articles 30 et 31 de cette loi, réprimant la diffamation, qui connaissent une notoriété certaine, car ils sont nommément cités par Émile Zola à la fin de son article J'Accuse.

### La presse à la fin duXIXesiècle

#### Les progrès technologiques génèrent unmass media

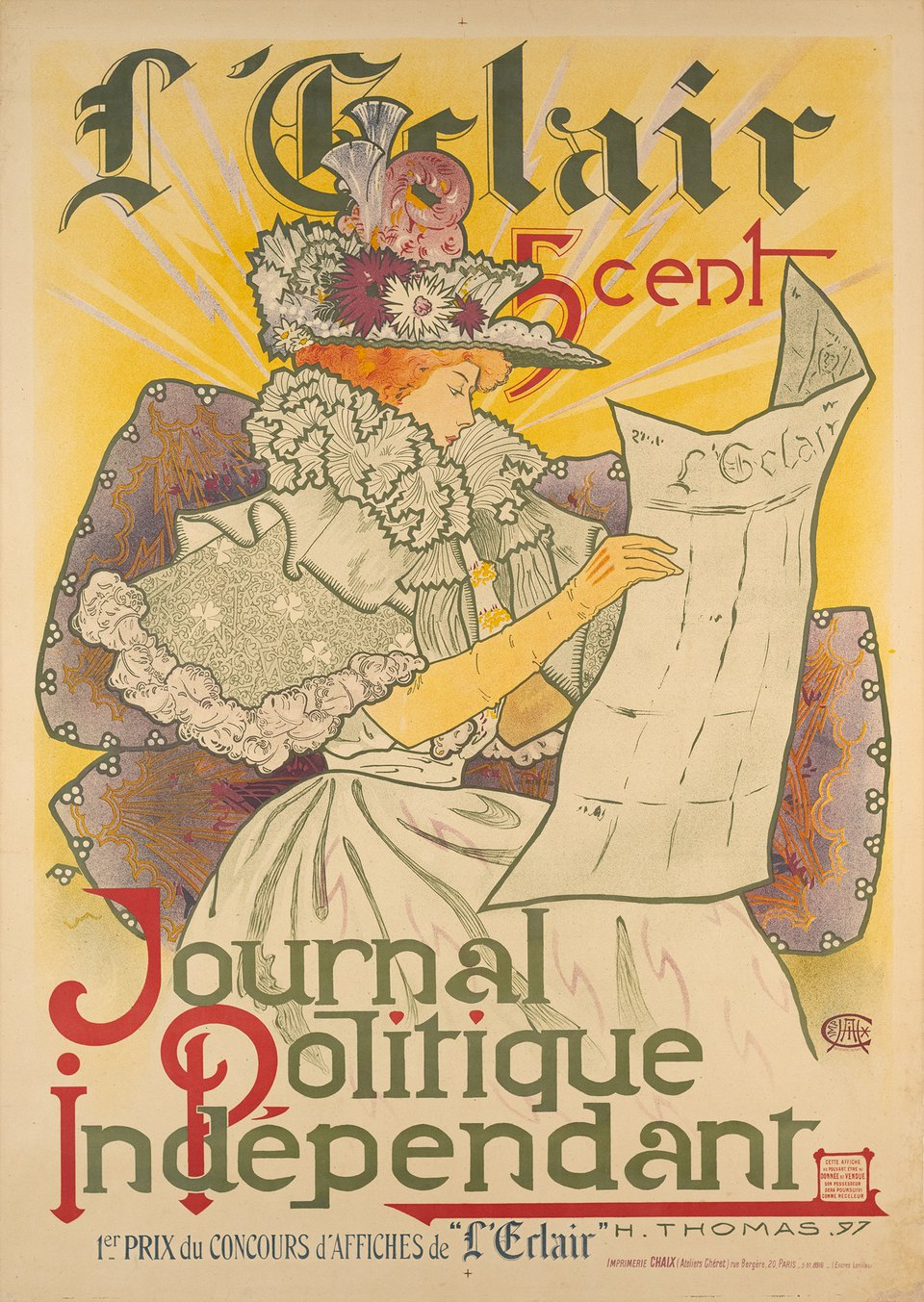
Affiche publicitaire du journal L'Éclair, vers 1900.

La presse de la fin du XIXe siècle connaît une démocratisation amenée par la loi de 1881, mais aussi et surtout une succession rapide de progrès technologiques qui fait basculer l'éditeur de presse du monde artisanal vers l'industrie en quelques années.
L'invention de la rotative en 1845, par l'Américain Richard Hoe, et son perfectionnement en rotative offset par William Bullock en 1863, permet un accroissement considérable du rendement des tirages.
L'impression d'un titre jusqu’à plusieurs centaines de milliers d'exemplaires dans des délais compatibles avec la fabrication quotidienne est désormais possible.
L'effet est renforcé par l'abaissement du prix des titres grâce à la publicité naissante.
Les grands journaux de la presse populaire sont ainsi vendus un sou (cinq centimes).
Dans ces conditions, le Petit Journal atteint le million d'exemplaires à partir de 1890 et dépasse 1,7 million d'exemplaires en 1914.

L'autre progrès technique, c'est l'invention de la linotype par l'Allemand Ottmar Mergenthaler en 1885.
Cette invention permet la composition des pages, non plus caractère par caractère comme les typographes le font depuis Gutenberg, mais par lignes entières en frappant sur un clavier.
C'est un important gain de temps dans la composition des pages.
Ceci permet un bouclage des titres retardé et la diffusion d'informations de dernière minute.

La dernière grande avancée, à partir de 1875 (gélatine) et 1883 (photogravure), est la reproduction photographique à des fins d'illustration.
C'est la condition au lancement d'une presse populaire qui se doit d'être très illustrée.
La France voit donc très naturellement fleurir une importante variété de titres de presse, exact reflet de la diversité d'opinions du pays à ce moment.
Du fait d'un lectorat captif et instruit, on est frappé par cette extraordinaire diversité de titres qui se comptent par centaines rien qu'à Paris, quotidiens du soir ou du matin, et hebdomadaires ou autres périodiques.

### L'édition à la fin duXIXesiècle

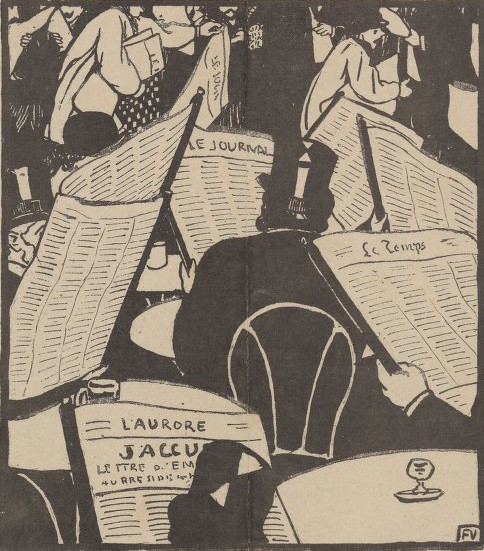
L'âge du papier par Félix Vallotton. Lithographie publiée dans Le Cri de Paris, 23 janvier 1898.

Comme la presse, l'édition connaît un âge d'or dans le dernier quart du XIXe siècle.
Il n'est pas inutile de rappeler qu'à cette époque, la majorité des éditeurs sont encore des libraires qui impriment leur production dans leur arrière-cour.
Ceci n'empêche pas quelques-uns d'entre eux de vendre des dizaines de milliers d'exemplaires du même ouvrage.
Les progrès technologiques atteignent aussi l'édition, mais dans une moindre mesure que dans la presse, car les coûts d'investissement sont très lourds.
Même avec la technologie, le livre reste assez cher, la publicité n'étant pas de mise dans le livre.
Seuls les plus gros éditeurs peuvent s'équiper de manière moderne.
Par ailleurs, la loi sur la presse autorise la publication politique et sociale jusque dans l'injure ou la diffamation, mais avec le risque d'amendes dont le montant peut être périlleux.
Une crise secoue justement le monde de l'édition en 1894-95 amenant la liquidation de dizaines d'éditeurs.
Albert Savine, le propriétaire de la libraire antisémitique perd plusieurs procès contre des parlementaires.
Il est ruiné et doit vendre fin 1893.
Dentu, un autre spécialiste du brûlot décède à cette époque.
Curel et Rougis ont repris le fonds mais ils vendent aussi.
Curel et Fayard est un nouvel avatar de la librairie Fayard qui n'édite plus que de l'édition théâtrale.
Quelques éditeurs antisémites parviennent à survivre, en se limitant à la production de nouvelles et de chansons.
L'immense succès de La France juive d'Édouard Drumont à la fin des années 1880 consacre la victoire d'une certaine forme de littérature.
D'autres auteurs, lui emboîtent le pas, offrant un choix livresque plus que respectable à un lectorat friand d'explications simplistes aux maux de cette société de la fin du XIXe siècle.
Flammarion diffuse toujours l'ouvrage de Drumont mais se limite à celui-ci.

## La presse dans l'affaire Dreyfus

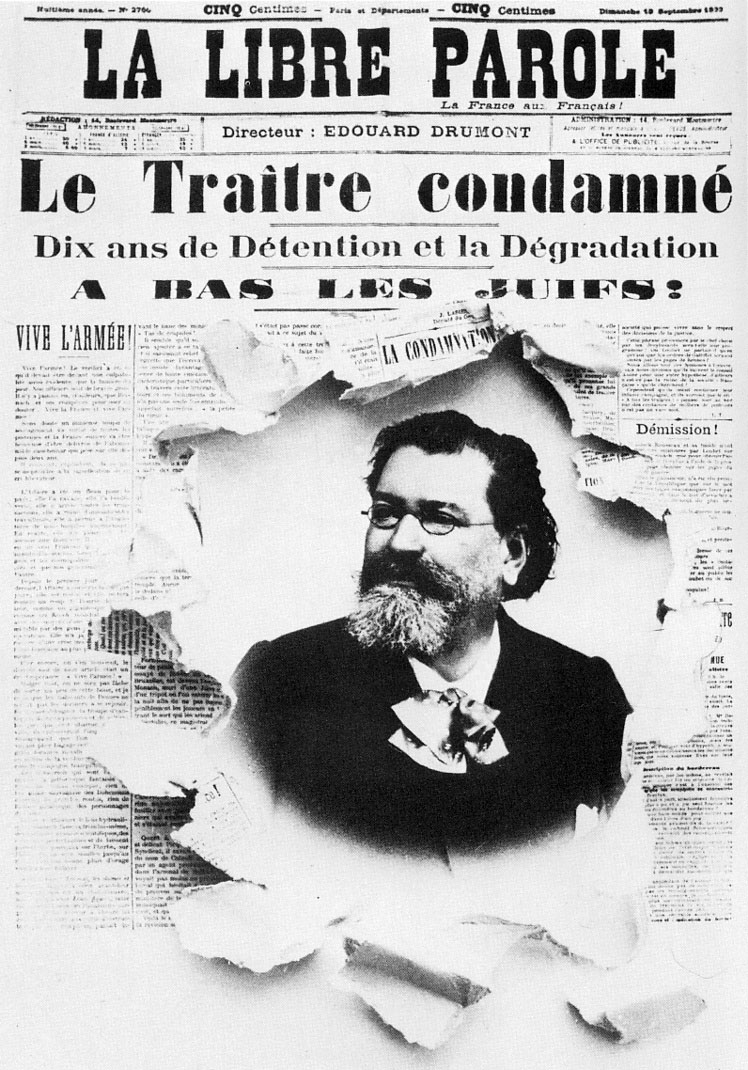
La Libre Parole d'Édouard Drumont.

Le triomphe de J'accuse ne doit pas tromper. L'écrasante majorité des journaux est en effet anti-dreyfusarde jusqu’à la fin de l'affaire.
En 1894-1895 (procès, dégradation), aucun journal ne prend parti pour Dreyfus et tous le considèrent comme coupable dépassant souvent le cadre de l'information qui la fera qualifier par Reinach de « presse de sang ». Quelques journaux, toutefois, mais sans s'engager pour autant, accueillent des articles qui appellent à retrouver la raison et à respecter la présomption d'innocence. Arthur Meyer, dans le monarchiste Le Gaulois, regrette l'interview donnée par Mercier qui règle le cas du prévenu avant tout procès (30 novembre 1894) ; Émile Bergerat, dans Le Journal, demande que soit respectée la présomption d'innocence (6 novembre) ; Henry Fouquier, dans L'Écho de Paris, et Bernard Lazare, dans La Justice, dénoncent l'antisémitisme (8 et 17 novembre) et Jean Ajalbert, dans L'Éclair, s'insurge de la folie de la foule le jour de la dégradation et de ses confrères (Léon Daudet et Maurice Barrès) qui font d'une histoire de trahison un unique argument antisémite (9 janvier 1895).
Toutefois, si aucun journal ne peut douter du bien fondé de l'accusation et, par la suite de la justesse du verdict, l'immense majorité se prononce, avant le procès, contre le huis clos annoncé :  Le Petit Parisien, Le XIXe siècle, Le Voltaire, La Justice, L’Avenir militaire, Le Soleil, Paris, Le Journal, La Lanterne, Le Figaro, Le Siècle, Le Rappel, Le Gaulois, La Cocarde, L’Écho de Paris, L’Autorité. Seuls La Libre Parole, L’Intransigeant, Le Petit Journal, La Patrie, L’Éclair et La Croix le défendront.
En 1896, alors que l'affaire du capitaine Dreyfus est enterrée, trois articles, après celui de Gaston Calmette dans Le Figaro (8 septembre) en rebond à la nouvelle de la fausse évasion de Dreyfus (voir infra : « Les interventions de la presse dans l'affaire Dreyfus »), exprimant un possible doute paraissent dans L'Autorité et dans Le Jour (9 et 13 septembre). Mais ils reviennent vite à la raison et quand fin octobre paraît le mémoire en défense de Bernard Lazare, toute la presse étrille le défenseur du traître.
À l'automne 1897, quand l'affaire est relancée par Scheurer-Kestner, toute la presse se rue sur lui. Seul Le Signal, journal protestant, et Le Figaro sont à proprement parler dreyfusards. L'Aurore, Le Siècle, La Fronde, demandent la révision mais en se gardant bien de se prononcer sur la question de l'innocence. Le Temps et Le Rappel se montrent d'une « neutralité bienveillante ».
Rapidement, sous la pression de ses lecteurs, Le Figaro fait machine arrière alors que progressivement, entre fin 1897 et le printemps 1898, Le Siècle, L'Aurore, La Fronde, Le Rappel, Le Radical, La Lanterne, La Petite République, Paris deviennent dreyfusards, rejoints aux premiers jours de 1898 par un nouveau titre : Les Droits de l'homme.
En 1898, la découverte du faux Henry et la mort de son auteur changent les données. Le Libertaire de Sébastien Faure vient grossir les rangs dreyfusards et Le Voltaire, Le Temps, Le Soleil, Le Petit Parisien, Le Journal des Débats, Le Figaro, et Le Matin défendent maintenant la nécessité de la révision du procès de 1894. Quelques titres se créent même dans l'unique but de défendre Dreyfus : La Libre Croyance, La Révision, La Revue du Matin, La Grande Bataille, La Volonté, et deux pastiches de la presse antidreyfusarde : Le Transigeant et C’est clair. Début 1899, se crée un nouveau journal de dreyfusard de combat, dirigé par l'anarchiste Sébastien Faure : Le Journal du Peuple.
En 1899, au moment du procès de Rennes, le paysage demeure le même. Toutefois, quelques journaux qui défendaient la nécessité de la révision changent de cap depuis qu'elle a été proclamée. On les appelle à l'époque les « épongistes ». Nous disposons d'un document établi pour le président Émile Loubet qui en donne le détail :
Presse dreyfusarde : 
- L’Aurore : 93 000 lecteurs ;
- Les Droits de l’homme : 19 000 ;
- La Fronde : 14 500 ;
- Le Journal du peuple : 37 400 ;
- La Lanterne : 78 000 ;
- Paris : 4 000 ;
- La Petite République : 87 500 ;
- Le Radical : 70 000 ;
- Le Rappel : 30 700 ;
- Le Siècle : 20 000 ;
- Le Signal : 4 400 ;
- Voltaire : 5 000.

Presse « épongiste » :
- Le Figaro : 54 000 lecteurs ;
- Le Matin : 35 000 ;
- La Paix : 7 900 ;
- Le Petit Bleu : 30 000 ;
- Le Petit Parisien : 775 000 ;
- Le Temps : 44 000.

Presse antidreyfusarde :
- L’Antijuif : 60 000 lecteurs ;
- L’Autorité : 58 000 ;
- Le Courrier du Soir : 3 200 ;
- La Croix : 190 000 ;
- L’Écho de Paris : 125 000 ;
- L’Éclair : 130 000 ;
- L’Estafette : 10 000 ;
- L’Événement : 9 104 ;
- La France : 2 000 ;
- Le Gaulois : 23 000 ;
- La Gazette de France : 3 900 ;
- Gil Blas : 9 000 ;
- L’Intransigeant : 141 000 ;
- Le Jour : 7 500 ;
- Le Journal : 180 700 ;
- Le Journal des débats : 16 800 ;
- La Liberté : 8 600 ;
- La Libre Parole : 102 000 ;
- Le Moniteur universel : 1 400 ;
- La Nation : 1 000 ;
- Le National : 1 000 ;
- Le Parti national : 1 000 ;
- La Patrie : 120 000 ;
- Le Pays : 1 000 ;
- Le Petit Caporal : 6 900 ;
- Le Petit Journal : 995 000 ;
- Le Petit Moniteur : 7 000 ;
- Le Peuple français : 10 000 ;
- La Presse : 100 000 ;

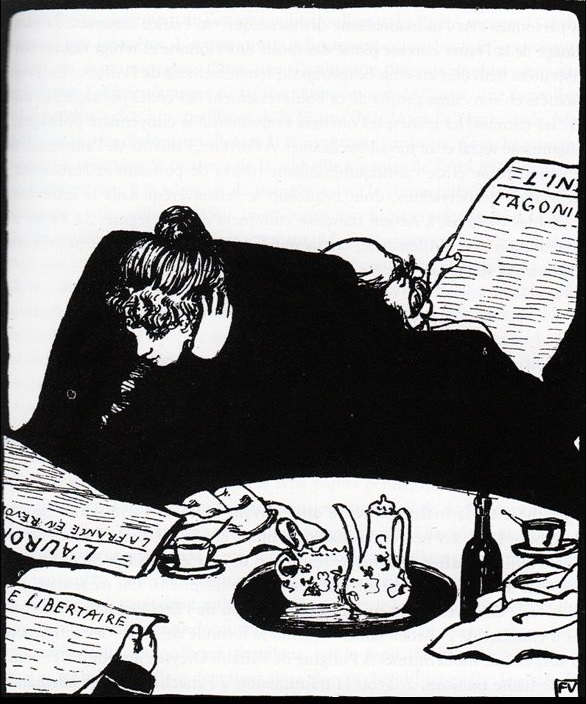
En famille, gravure sur bois de Félix Vallotton (Le Cri de Paris, 13 février 1899).
Le père de famille lit le journal antidreyfusard L'Intransigeant tandis que la jeune femme, lui tournant le dos, est plongée dans le quotidien dreyfusard L'Aurore.
Son fils (?) lit Le Libertaire, feuille anarchiste dirigée alors par Sébastien Faure, favorable à Dreyfus.

- La République française : 8 000 ;
- Le Soir : 8 000 ;
- Le Soleil : 50 000 :
- L’Univers : 7 800 ;
- La Vérité : 3 700[10].

Par la suite, après la grâce et l'amnistie, la grande majorité de la presse deviendra neutre, souhaitant en finir avec l'Affaire. Beaucoup de journaux dreyfusards ayant disparu, seuls Le Rappel, Le Radical, Le Siècle, L'Aurore, La lanterne, La Petite République, auxquels viendra s'ajouter la nouvelle Humanité seront dreyfusardes. Quant à La Libre Parole, La Patrie, La Gazette de France, L'Éclair, Le Gaulois, L'Intransigeant, La Liberté, Le Soleil, L'Autorité, ils seront les tenants de l'antidreyfusisme.

### Les interventions de la presse dans l'affaire Dreyfus
La presse est omniprésente dans l'Affaire.
Du tout début jusqu'après sa fin.

#### 1894
- Le 29 octobre 1894[11], alors que l'enquête n'est encore que préliminaire et secrète, La Libre Parole[12], publie une question sur sept lignes :

« Est-il vrai que récemment une arrestation fort importante ait été opérée par ordre de l'autorité militaire ?

L'individu arrêté serait accusé d'espionnage.

Si la nouvelle est vraie, pourquoi l'autorité militaire garde-t-elle un silence si absolu ?

Une réponse s'impose ! »

C'est le début de l'affaire Dreyfus.
- De fin octobre à fin décembre 1894, une violente campagne de presse nationaliste et antisémite est destinée à faire pression sur le gouvernement, et particulièrement le ministre de la Guerre, le général Mercier.

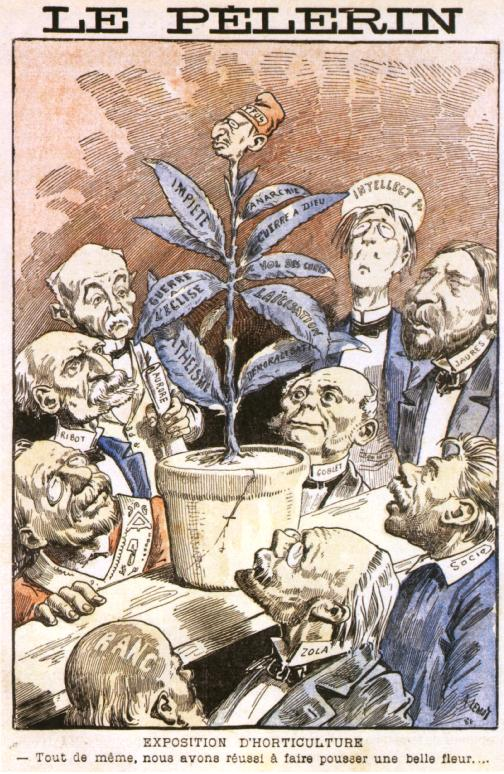
Caricature du quotidien Le Pèlerin. La presse catholique expose un engagement outrancier tout au long de l'Affaire.

Les quotidiens rivalisent d'annonces sensationnelles sur la personnalité de Dreyfus, ses trahisons, sa vie personnelle, son entourage, tous les détails de sa vie privée ou prétendue telle.
Les mensonges et approximations de l'affaire Dreyfus sont tous déjà écrits pendant cette période de deux mois.
On les retrouve tout au long des douze années de l'Affaire.
Rochefort, dans L'Intransigeant, écrit que Dreyfus a fait des aveux complets tout en affirmant que Mercier est son complice. La presse cherche à expliquer la trahison, souvent avec des affirmations extravagantes.
Le Temps et Le Matin racontent l'histoire d'une espionne italienne qui aurait « retourné » le capitaine.
Le Jour explique que Dreyfus a trahi pour l'argent afin de sauver ses frères de la faillite. Le 22 novembre 1894, un mois avant le procès, Gaston Méry résume prophétiquement les tenants de la future affaire Dreyfus dans La Libre Parole :

« Ou le général Mercier a fait arrêter sans preuves le capitaine Dreyfus, et, dans ce cas, sa légèreté est un crime. Ou il s'est laissé voler les pièces établissant sa trahison et, dans ce cas, son imprévoyance est une bêtise. Dans les deux cas, le général Mercier est indigne du poste qu'il occupe. Dans sa situation, on est aussi coupable d'être bête que d'être un criminel. »

Ces attaques générales contre le ministre permettent certainement de comprendre son empressement à faire condamner Dreyfus.
Saint-Genest, du Figaro, est l'un des rares journalistes de droite à critiquer la politisation de l'affaire et l'emploi d'arguments antisémites par ses confrères, allant même jusqu'à émettre l'hypothèse que Mercier a pu se laisser tromper par de « faux documents » comparables à ceux de l'affaire Norton.
- Le procès, du fait du huis clos, permet à la presse de donner libre cours aux supputations les plus diverses. La cérémonie de dégradation est abondamment décrite dans la presse car c'est le premier accès des journalistes au condamné. Les descriptions sont unanimement sévères pour Dreyfus, que rien n'excuse à leurs yeux. Même Jaurès y va de son couplet vengeur en affirmant :

« D'un côté, tous ceux qui, depuis vingt ans, ont échappé à la peine de mort pour des raisons diverses. Le maréchal Bazaine, condamné à mort, mais n'a pas été fusillé. Le capitaine Dreyfus, convaincu de trahison par un jugement unanime, n'a pas été condamné à mort. Et, en face de ces jugements, le pays voit que l'on fusille de simples soldats coupables d'une minute d'égarement ou de violence. »

#### 1895

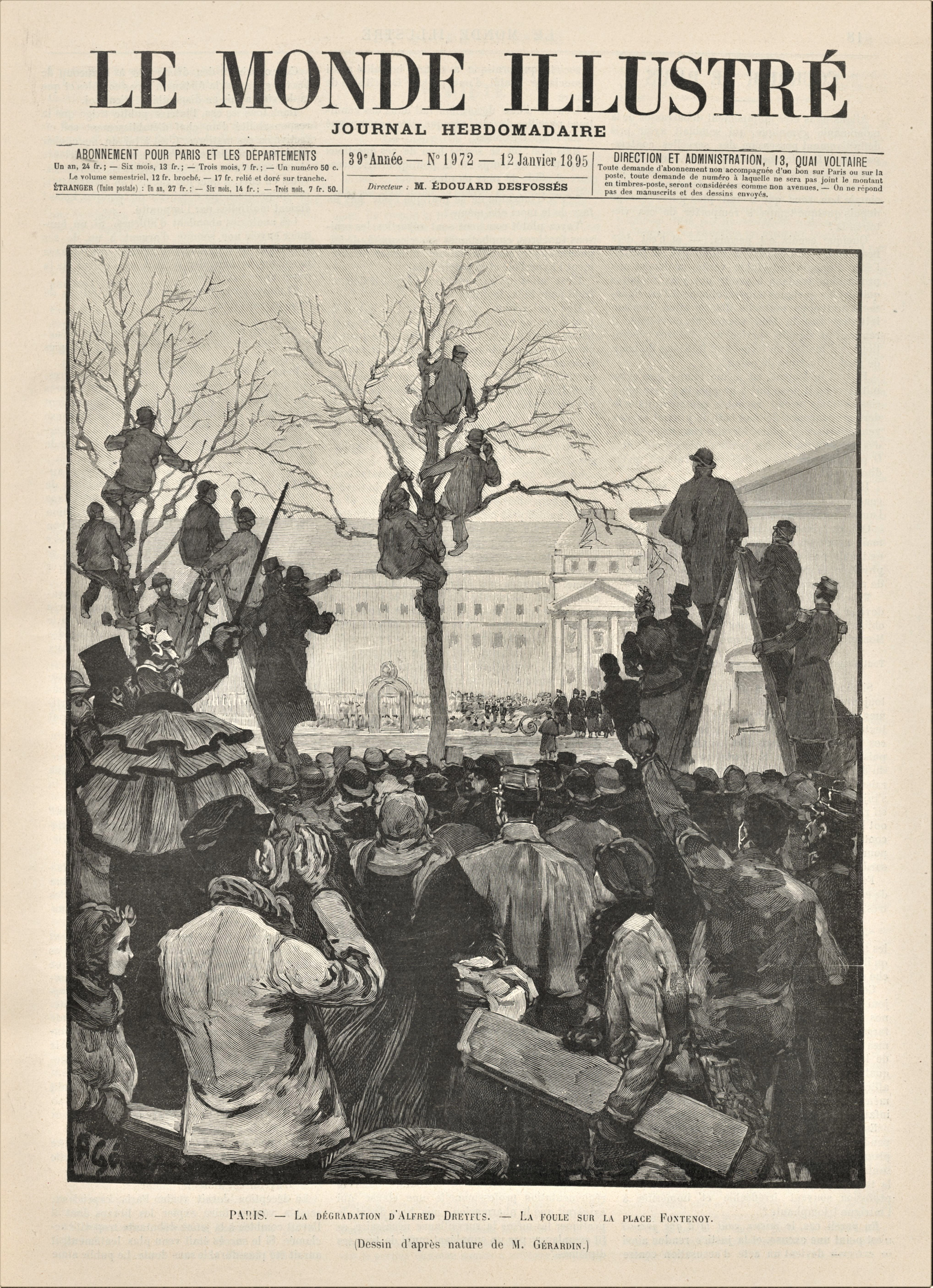
La dégradation vue par l'hebdomadaire Le Monde Illustré en janvier 1895.

- Une rumeur est lancée dans Le Temps du 6 janvier 1895. Elle porte sur les prétendus aveux faits par Dreyfus au capitaine Lebrun-Renault sur la route de la dégradation. L'information est reprise dans Le Figaro et La Libre Parole et a un retentissement tel que l'agence Havas doit publier un communiqué en forme de démenti. Mais cette légende est utilisée par les antidreyfusards jusqu'en 1906 devant la Cour de cassation. Puis, sauf exceptions, la presse se désintéresse du cas Dreyfus.

#### 1896
- Le 16 mai 1896, Émile Zola donne au Figaro, un article intitulé « Pour les Juifs » dans lequel il dénonce les campagnes antisémites successives. Plusieurs voix commencent à s'élever.
- Le 2 septembre, un petit journal local, le South Wales Argus, publie, manœuvre orchestrée par Mathieu Dreyfus[14]. la fausse nouvelle de l'évasion du capitaine. Cet article fait revenir l'Affaire au premier plan et quelques articles paraissent donc
- Le 13 septembre, Paul de Cassagnac, plume antisémite, exprime son « Doute » dans un article de L'Autorité :

« Par cela même que le châtiment encouru est plus effroyable, plus mérité et n'entraîne aucune compassion, il ne faudrait pas que par poltronnerie insigne du Gouvernement à l'endroit de l'Allemagne, on eût permis qu'un doute subsistât, doute horrible, épouvantable, et qui autorise à se demander parfois, avec terreur, si réellement, si effectivement, et malgré toutes les précautions dont on s'est entouré, malgré l'honneur et le patriotisme des juges, il n'y a pas là-bas, à l'île du Diable, quelqu'un qui agonise dans un supplice moral surhumain et qui serait innocent ! Ce doute à lui seul est une chose effrayante. »

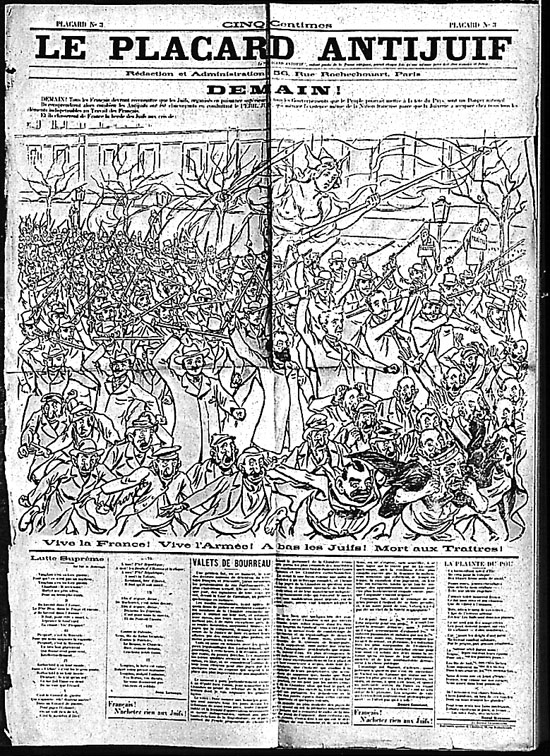
Une presse antisémite, violente, injurieuse, se manifeste tout au long de l'Affaire, dont le paroxysme est atteint en 1899, avec la révision du procès à Rennes.

- Le 15 septembre 1896, L'Éclair affirme l'existence de la pièce « Canaille de D... » et annonce qu'elle a été soumise en secret aux juges du Conseil de guerre. L'article comble les attentes des antidreyfusards mais apporte en même temps des armes aux dreyfusards.
- Le 1er novembre 1896, Le Matin publie « un fac-similé du bordereau écrit par Dreyfus », toujours dans le but de prouver la culpabilité de Dreyfus.

#### 1897
- Le 30 octobre 1897, Le Figaro publie un long article sur le vice-président du Sénat, Auguste Scheurer-Kestner, dans lequel il affirme l'innocence de Dreyfus. Le reste de la presse accuse le sénateur d'être victime d'une mystification. Mais le 1er novembre, Cassagnac demande la révision du procès dans L'Autorité.
- Le 16 novembre 1897, Mathieu Dreyfus, frère d'Alfred, dénonce Esterhazy dans Le Figaro. Le vrai traître est désormais connu du public. L'affaire Dreyfus est relancée, avec une très violente campagne de presse à l'encontre des dreyfusards. L'Écho de Paris publie une interview d'Esterhazy dans laquelle il se justifie et se défend d'être un espion.
- Le 25 novembre, Émile Zola publie dans le Figaro un article à la gloire du sénateur Scheureur-Kestner, qui vient de convaincre le romancier de l'innocence d'Alfred Dreyfus, qu'il conclut par :

« La vérité est en marche, rien ne l'arrêtera plus. »

Il poursuit en décembre dans le même journal avec deux autres articles : Le Syndicat le 1er décembre et Procès-verbal le 5 décembre. Devant les pressions de ses lecteurs et de ses actionnaires, Le Figaro interrompt la série d'articles qu'Émile Zola envisageait de publier. Le choc est rude pour le journal qui change de direction à ce moment.
- Le 28 novembre, Le Figaro publie des lettres d'Esterhazy insultantes pour l'armée et la France, qu'il complète les jours suivants par des photographies des mêmes lettres. Le journal se défend de tout antimilitarisme et affirme agir pour le bien de l'armée. L'émotion dans la presse est importante. À partir de ce moment, les journaux publient deux rubriques : une pour l'affaire Dreyfus, et l'autre pour l'affaire Esterhazy[15].

#### 1898

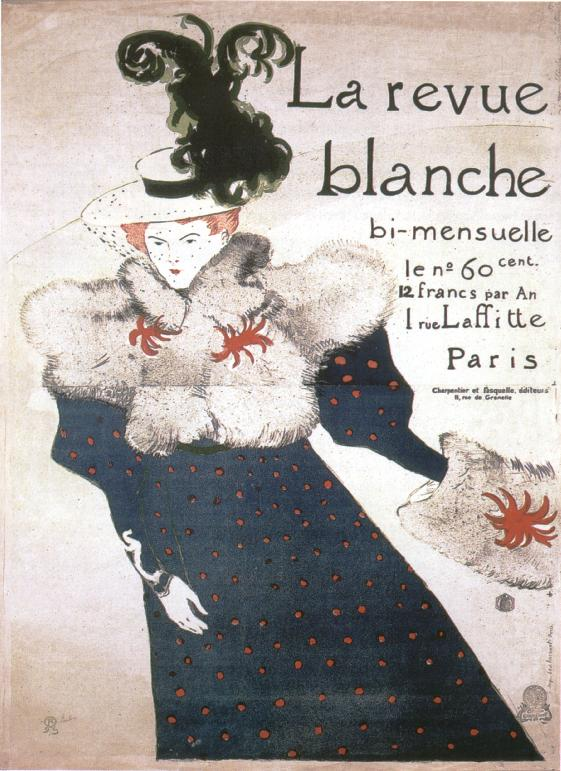
La Revue blanche, revue des intellectuels dreyfusards à partir de 1898.

- Le 13 janvier 1898, le surlendemain de l'acquittement d'Esterhazy, Émile Zola publie son plus célèbre article, J'accuse, dans l'Aurore. L'article est fondé sur un dossier préparé deux ans plus tôt par le journaliste Bernard Lazare, y compris la série d'accusations finales :

« J’accuse le général Mercier de s’être rendu complice, tout au moins par faiblesse d’esprit, d’une des plus grandes iniquités du siècle.

J’accuse le général Billot d’avoir eu entre les mains les preuves certaines de l’innocence de Dreyfus et de les avoir étouffées, de s’être rendu coupable de ce crime de lèse-humanité et de lèse-justice, dans un but politique et pour sauver l’état-major compromis.

J’accuse le général de Boisdeffre et le général Gonse de s’être rendus complices du même crime, l’un sans doute par passion cléricale, l’autre peut-être par cet esprit de corps qui fait des bureaux de la guerre l’arche sainte, inattaquable.

J’accuse le général de Pellieux et le commandant Ravary d’avoir fait une enquête scélérate, j’entends par là une enquête de la plus monstrueuse partialité, dont nous avons, dans le rapport du second, un impérissable monument de naïve audace.

J’accuse les trois experts en écritures, les sieurs Belhomme, Varinard et Couard, d’avoir fait des rapports mensongers et frauduleux, à moins qu’un examen médical ne les déclare atteints d’une maladie de la vue et du jugement.

J’accuse les bureaux de la guerre d’avoir mené dans la presse, particulièrement dans L’Éclair et dans L’Écho de Paris, une campagne abominable, pour égarer l’opinion et couvrir leur faute.

J’accuse enfin le premier conseil de guerre d’avoir violé le droit, en condamnant un accusé sur une pièce restée secrète, et j’accuse le second conseil de guerre d’avoir couvert cette illégalité, par ordre, en commettant à son tour le crime juridique d’acquitter sciemment un coupable.

[...]
Qu'on ose donc me traduire en Cour d'assises et que l'enquête ait lieu au grand jour !

J'attends... »

Cette lettre ouverte a un retentissement considérable à la fois en France et dans le monde.
C'est le début du mouvement « Intellectuel ».
- Quelques jours après J'Accuse, La Revue blanche, organe de l'intellectualisme d'avant-garde, se positionne dans le camp dreyfusard, qu'elle ne quittera plus.

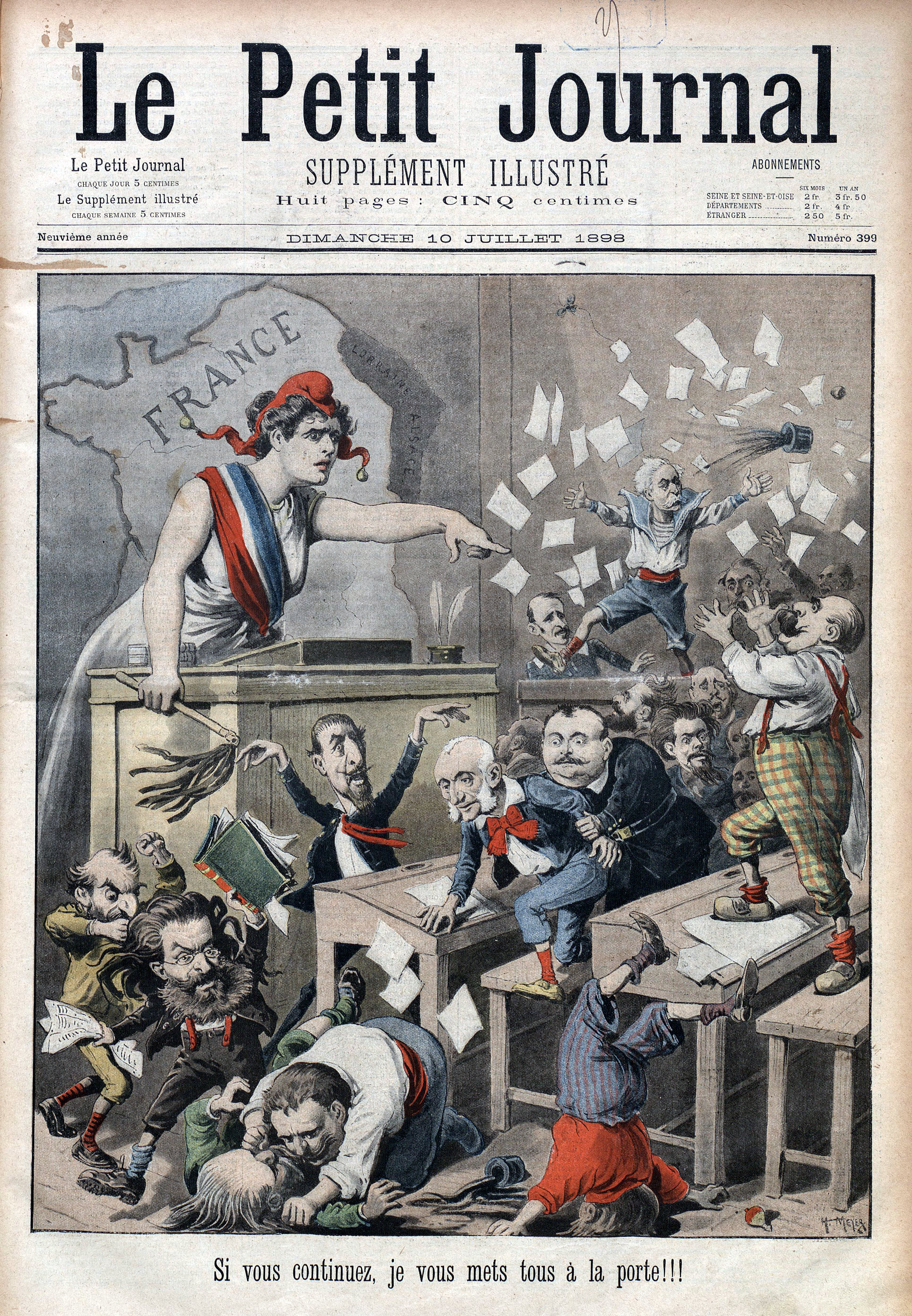
Supplément illustré du Petit Journal en juillet 1898. La grande presse prend ses distances avec l'Affaire et observe le monde politique d'un œil goguenard

- Le 5 février, la revue jésuite Civiltà Cattolica publie l'article Il caso Dreyfus[16],[17],[18],[19]:

« L’émancipation des juifs a été le corollaire des soi-disant principes de 1789, dont le joug pèse au col de tous les Français. Ces juifs de France, augmentant toujours par l’émigration des juifs allemands, sont au nombre de cent trente mille.
Ils se sont emparés de la maçonnerie ; Dreyfus est à la fois juif et maçon; et la maçonnerie est, notoirement, maîtresse de l’État français. Ainsi, ils tiennent entre leurs mains la République, qui est moins française qu’hébraïque… Sur 260 milliards qui constituent la fortune de la France, les juifs en détiennent 80. Ils règnent sur la politique étrangère comme sur l’intérieure. L’abandon de l’Égypte à l’Angleterre est l’œuvre d’un de ces juifs qui, pour le compte du Gouvernement de Londres, a corrompu la presse, les ministres, le Parlement…
La condamnation de Dreyfus a été, dès lors, pour Israël, un coup terrible ; elle a marqué au front tous les juifs cosmopolites à travers le monde, mais, surtout, dans celle de leurs colonies qui gouverne la France. Cette flétrissure, ils ont juré de l’effacer. Mais comment ? Avec leur subtilité ordinaire, ils ont imaginé d’alléguer une erreur judiciaire. Le complot a été noué à Bâle, au congrès sioniste, réuni en apparence pour discuter de la délivrance de Jérusalem. Les protestants ont fait cause commune avec les juifs pour la constitution d’un Syndicat. L’argent vient surtout d’Allemagne. Pecuniæ obediunt omnia est le principe des juifs. Ils ont acheté, dans tous les pays de l’Europe, les consciences, les journaux à vendre…
Le juif a été créé par Dieu pour servir d’espion partout où quelque trahison se prépare. Au surplus, la solidarité ethnique, qui relie les juifs entre eux, les empêche, malgré les naturalisations, de devenir des citoyens loyaux et fidèles. Cette démonstration sortira, plus claire tous les jours, de l’affaire Dreyfus. D’économique, l’antisémitisme deviendra ce qu’il doit être : politique et national. Les juifs allèguent une erreur judiciaire ; la véritable erreur, c’est celle de l’Assemblée constituante, qui leur a accordé la nationalité française. Cette loi, il la faut abroger.
L’égalité des hommes entre eux, la communauté des droits n’est qu’une farce quand les conditions sociales sont disparates… Et ce n’est pas seulement en France, mais en Allemagne, en Autriche et en Italie, que les juifs doivent être exclus de la nation.
Alors, dans la belle harmonie d’autrefois enfin rétablie, les peuples retrouveront leur bonheur perdu. »

- Le 7 juillet, à l'issue du discours de Cavaignac à la Chambre, dans lequel il réaffirme la culpabilité de Dreyfus, une partie de la presse (Le Soleil, L'Aurore et Le Siècle) prend parti pour « l'inévitable révision » du procès Dreyfus. Le 10 juillet, L'Aurore publie une lettre du colonel Picquart, niant la véracité des pièces annoncées par Cavaignac. Le lendemain, Le Gaulois et Le Jour réclament son arrestation.
- Le 30 août à minuit, l'agence Havas communique :

« c'est faux »

- Le 31 août à minuit, nouvelle note de l'agence Havas :

« On annonce en dernière heure que le lieutenant-colonel Henry s'est suicidé ce soir au Mont-Valérien. Il s'est coupé la gorge avec un rasoir qu'il avait apporté dans sa cellule. »

- Le 25 septembre, The Observer, quotidien londonien possédé par la famille Beer-Sassoon et dont Rachel Beer est la rédactrice en chef, publie une interview du commandant Esterhazy, réfugié en Grande Bretagne. Il affirme :

« J'ai écrit le bordereau sur la demande du colonel Sandherr, mort aujourd'hui. Il est malheureux que le colonel Sandherr et le lieutenant-colonel Henry soient morts, car ils connaissaient le fait. Mais néanmoins, il m'est possible de prouver que c'est moi qui ai écrit le bordereau, en dépit de la disparition de ces deux témoins.

Le bordereau devait servir à prouver matériellement la culpabilité de Dreyfus, le bureau de renseignement n'ayant pu recueillir contre Dreyfus que des preuves morales. On savait cependant, par le service d'espionnage français à Berlin, que l'État-major allemand était en possession de documents que, seul, Dreyfus pouvait lui communiquer. C'est la liste de ces documents, dont l'arrivée à Berlin avait été signalée à notre bureau de renseignements, qui constitue le bordereau... »

- Esterhazy dément le lendemain.

## L'édition dans l'affaire Dreyfus

### Les Dreyfusards
La majorité des intellectuels publient une importante littérature qui se rapporte à l'Affaire faisant le pari de l'avenir quand les antidreyfusards font celui de l'immédiateté.
Fasquelle et Stock sont les principaux éditeurs des intellectuels, ce dernier publiant dès 1896, le livre de Bernard Lazare, Une erreur judiciaire. Pierre-Victor Stock affirme dans ses mémoires avoir publié 150 ouvrages et brochures ayant eu un rapport avec l'affaire Dreyfus.
Un apport important de l'édition est aussi la publication des comptes-rendus sténographiques in extenso des débats de justice, notamment dans les procès Zola et le Conseil de guerre de 1899 à Rennes. Ces ouvrages vendus à bas prix connaissent un succès très important et permettent au public de prendre connaissance d'échanges verbaux exacts.
Au point que plusieurs acteurs de ces procès, dont le général Mercier, se sentent obligés de faire paraître, dans la presse, une version corrigée et augmentée, voire édulcorée de leurs déclarations.
L'édition française de cette époque est aussi une tribune pour tous les intellectuels qui ont abondamment publié pour la cause du capitaine Dreyfus. On peut citer outre Bernard Lazare et Émile Zola, des écrivains comme Octave Mirbeau, Anatole France, Jean Ajalbert, Paul Brulat, Laurent Tailhade ou de politiques : Georges Clemenceau, Jean Jaurès, Joseph Reinach ou Francis de Pressensé, etc. qui comme les écrivains cités reprenaient souvent dans ces volumes leur collection d'articles publiés dans la presse. Comme l'avait écrit Jean Ajalbert : « […] nous songeons aux vingt ans qui vont suivre. Il peut être intéressant, certains soirs, de se documenter sur certains hommes ; certains livres pourront être utiles ; ils se gardent plus aisément que des collections de quotidiens ».
C'est aussi dans ce contexte qu'est traduite en français l'Histoire de l'Inquisition au Moyen Âge de l'historien américain Henry Charles Lea. Cet  ouvrage de j'accuse met en évidence le rôle joué par l'Église à une époque où elle représentait un pouvoir économique et politique de premier plan.

### Les antidreyfusards
Si de nombreux antidreyfusards publient des volumes qui souvent ont trait à l'Affaire (Charles Maurras, Maurice Barrès, Gyp, Jules Quesnay de Beaurepaire, Albert de Mun, Paul Granier de Cassagnac, Maurice Pujo, Jules Soury, Jules Delafosse, Ferdinand Brunetière, Ernest Renaud, Jules Lemaitre, Charles Descotay, Raphaël Viau, etc., les volumes et brochures à proprement parler de combat sont plus rares que chez les dreyfusards. Ils privilégient en effet le journal, le petit format, le placard, la chanson, etc. ».